# 埃里希·凯斯特纳博物馆

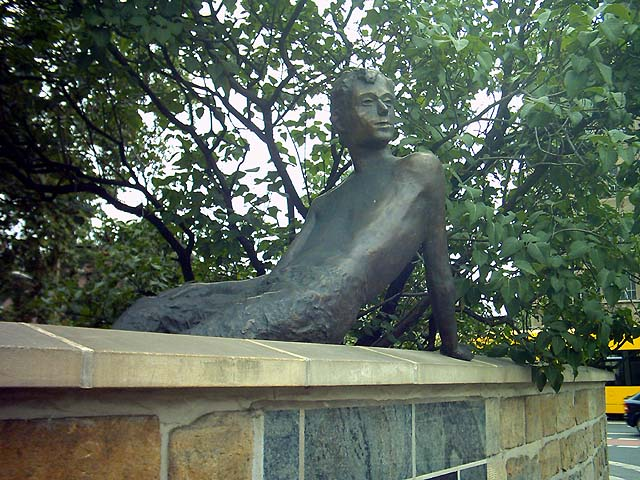

埃里希·凯斯特纳博物馆（德語：Erich Kästner Museum）是德国德累斯顿的一座文学博物馆，涵盖了德国儿童文学作家埃里希·凯斯特纳的生平和著作。博物馆设于德累斯顿市中心内新城（Innere Neustadt）阿尔伯特广场（Albertplatz），曾属于凯斯特纳舅舅、马商弗朗茨·奥古斯丁 (Franz Augustin)的“奥古斯丁别墅”（Villa Augustin）建筑内，靠近凯斯特纳长大的地方。该博物馆以其建筑而著称，该建筑设计为半移动式:28。
博物馆重点介绍了凯斯特纳在德累斯顿和莱比锡的早年生活、他的工作与孩子之间的联系以及他与媒体的关系。博物馆藏品包括凯斯特纳著作的第一版，包括他最著名的作品《埃米尔擒贼记》（Emil und die Detektive），以及属于凯斯特纳的服装和物品。
该博物馆成立于1999年，于2000年初在奥古斯丁别墅开放，以庆祝作家诞辰 101 周年。
博物馆有一个由匈牙利艺术家 Mathyas Varga 创作的青铜雕塑，描绘童年凯斯特纳坐在墙上，眺望繁华的广场，聆听电车声音的令人难忘的场景。 奥古斯丁别墅的童年记忆，为作家提供了灵感的锚点。《小不点和安东》（Pünktchen und Anton）的主要角色，得名于凯斯特纳的表妹（绰号“小不点”） 以及相邻的安东街（Antonstraße ）。
该博物馆完全由私人捐款资助。 
博物馆附近的阿尔伯特广场电车站已改为“阿尔伯特广场-埃里希·凯斯特纳博物馆站”（Albertplatz - Erich Kästner Museum）。

## 外部連結
- 维基共享资源上的相關多媒體資源：埃里希·凯斯特纳博物馆
- 官方网站